# Scott Young (novinář)
Scott Alexander Young (14. dubna 1918 – 12. června 2005) byl kanadský novinář a spisovatel.

## Život
Narodil se v Cypress River v provincii Manitoba a vyrůstal v nedalekém Glenboro, kde jeho otec vlastnil lékárnu. Poté, co se jeho rodiče odloužili (1930), žil u své tety a strýce. Ve druhé polovině třicátých let začal pracovat pro noviny Winnipeg Free Press. V roce 1940 se oženil a o dva roky později se mu narodil první syn (Bob). Po dalších třech letech se mu narodil druhý syn, který dostal jméno Neil, a který se později stal hudebníkem. V roce 1956 vydal svůj první román The Flood. V roce 1961 se rozvedl se svou první manželkou a následujícího roku se oženil s Astrid Mead. Ještě téhož roku se jim narodila dcera Astrid, která se později, stejně jako její poloviční bratr, stala zpěvačkou. V roce 1984 Young vydal knihu Neil and Me (v češtině vyšla jako Neil a já), v níž popisuje vztah se svým synem Neilem. Zemřel roku 2005 ve věku 87 let.